# Schloss Wildenau

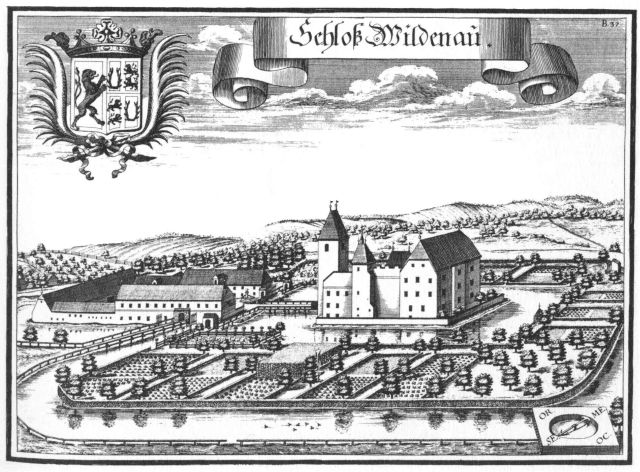
Schloss Wildenau nach einem Kupferstich von Michael Wening von (1721)

Das Schloss Wildenau ist ein Wasserschloss in der Katastralgemeinde Wildenau von Markt Aspach im Bezirk Braunau (heute Wildenau, Schlosshof 1). Es steht unter Denkmalschutz.

## Geschichte von Schloss Wildenau
Wildenau ist eines der ältesten Schlösser des Innviertels. Nach einer Sage soll hier zuerst ein Wehrturm gestanden haben, der dem Hunnenkönig Attila gedient hat, als er in dieser Gegend sein Lager aufgeschlagen hatte.
Das Schloss gehörte lange Zeit dem Adelsgeschlecht der Aham. Urkundlich wird Wildenau und sein damaliger Besitzer Wilhelm von Aham zuerst 1383 als mein haws vnd hof zw wildenaw genannt. Dieser war Stammvater der Wildenauer Linie der Ahamer, die bis 1764 bestand. Wilhelm von Aham war herzoglicher Hofmeister, 1405 war er Pfleger zu Julbach und 1418 Pfleger von Ried. Nach seinem Tod 1425 übernahm Erasmus von Aham das Schloss, dieser war 1426 Pfleger von Trostberg, 1430 Pfleger von Braunau am Inn; 1435 wurde er Rat des Bayrischen Herzogs Heinrich. In der Zeit von Erasmus von Aham beschädigte ein erster Brand das Schloss. 1427 stiftete dieser Ahamer ein Benefizium zur St. Georgskapelle. 

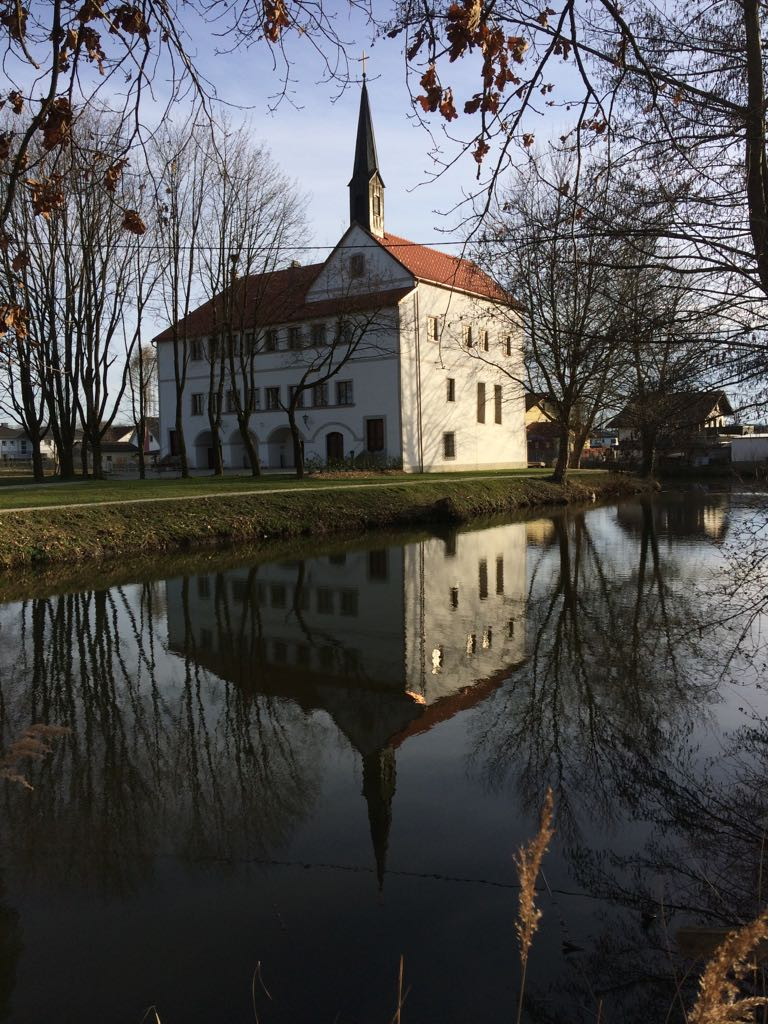
Schloss Wildenau

Nach den Ahamern folgten die Imsland. Freiherr Franz von Imsland ließ das Schloss ab 1699 kostbar ausstatten. 1703 wurde im Zuge des Spanischen Erbfolgekrieges das damals zu Bayern gehörende Schloss von österreichischen Soldaten geplündert. Kapelle und Bibliothek blieben aber verschont. Auf diesen Imsland folgten wieder Ahamer. Letzter dieser Familie auf Wildenau war dann der Erbkämmerer und kurfürstlich bayerische Kammerherr Johann Eustach Graf von Aham, der 1764 starb. Erbe wurde wieder ein Freiherr Franz von Imsland; dieser ließ eine sogenannte fliegende Stiege mit 72 Stufen errichten. Im Jahre 1765 kam Wildenau zur Hälfte an die Thurn und Taxis. Freiherr Franz von Imsland ließ das Schloss 1795 wieder aufbauen und vergrößern. 
Bereits vor dem Beginn der Franzosenkriege begann der Niedergang des herrschaftlichen Schlosses. Ein erster Brand von 1800 und ein zweiter von 1805 führte zu großen Schäden. 1809 kam es zu einer erneuten Plünderung und zu einem Brand. Erst 1868 wurden diese Schäden wieder behoben. Kapelle, Bildersaal, Bibliothek und Archiv waren damals noch erhalten. Der nachfolgende Erbe, der angeheiratete Salzburger Major von Spieß, konnte wegen der hohen Verschuldung den Besitz nicht halten und musste verkaufen, und zwar an den „Güterschlächter“ Johann Baier, ein Bauer zu Mehrnbach, der 1882 wesentliche Teile der Bausubstanz abbrechen ließ. Die wertvolle Innenausstattung und das Archiv wurden verschleudert und in alle Welt verstreut. Auch der Gutsbesitz wurde von ihm verkauft, sodass dem Schloss die Existenzgrundlage verloren ging. Zudem schädigte ein Brand von 1880 das Schloss zusätzlich.

## Schloss Wildenau heute
Von dem ursprünglichen Schloss mit seinem quadratischen Turm, einem dreigeschoßigen Palas und zwei angebauten Seitenflügeln, die einen Innenhof umschlossen, das auf einer Insel in einem angelegten Teich errichtet wurde und über eine Zugbrücke zu erreichen war, steht heute nur noch der Ostteil des Palas. Auch vom Weiher ist nur mehr ein Rest erhalten. Die auf dem Kupferstich von Wening erkennbaren Gärten sind verschwunden. Das Gebäude, in dessen rechten Teil die Schlosskapelle untergebracht ist, hat im Erdgeschoß noch reizvolle rundbogige und im ersten Stock weitere offene Arkadengänge.
Dem Pfarrer von Aspach, Joseph Lechner, ist es zu verdanken, dass die wertvolle Einrichtung der Schlosskapelle zum hl. Georg und zum hl. Kilian mit ihren Schwanthaler-Arbeiten erhalten blieb, auch wenn die Kapelle in das Erdgeschoß verlegt werden musste. Der Altar stammt aus dem Jahr 1618; die Kapelle enthält auch drei Reliquienschreine (um 1698) der Märtyrer Sabinus, Columbina und Fortunatus. Sie dient heute als Filialkirche von Wildenau. 
1950 wurde das Objekt von Frau Angela Clemens dem Johann Lindtner abgekauft. 1959 kam das Schloss aufgrund einer Versteigerung an den Kaufmann Rudolf Löcs aus Salzburg. Danach wurde es von E. Walter Schuster (damaliger Chefarzt des Gasteiner Heilstollens) erworben. Er und seine Familie lebten 37 Jahre dort. Als jetziger Besitzer ist die Familie Rastorfer aus Bayern eingetragen.
Das Schloss wurde 2016/2017 renoviert und der Garten neu angelegt.

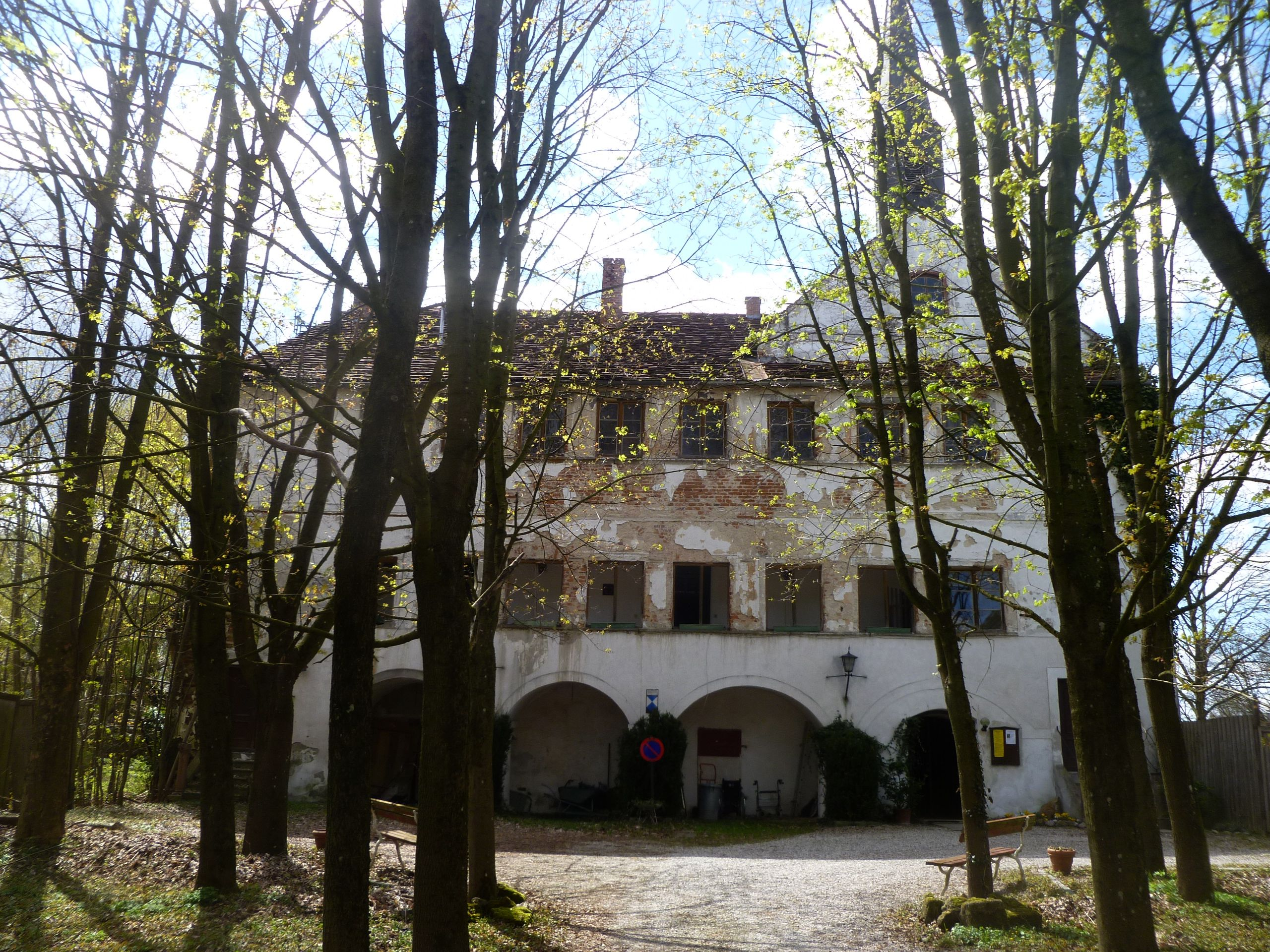
Schloss Wildenau
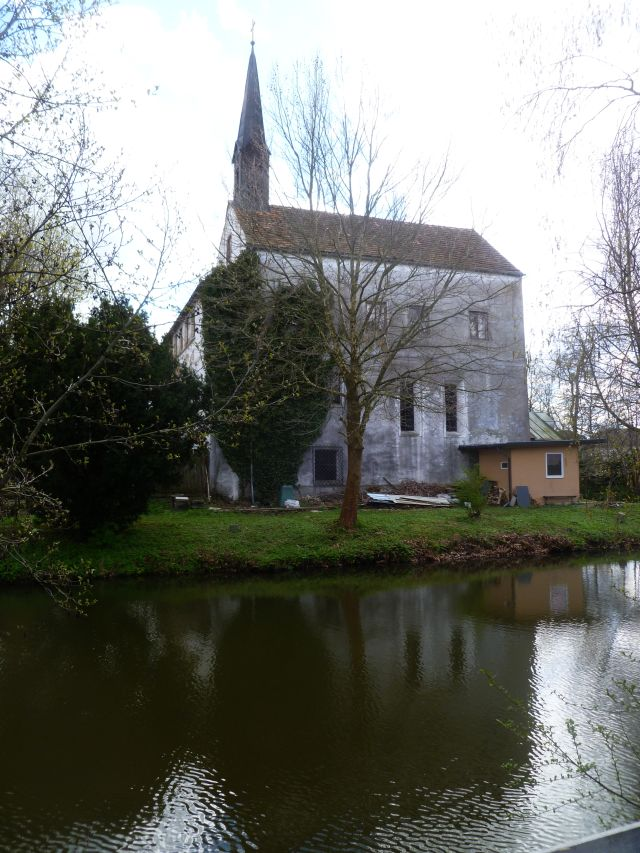
Ostseite
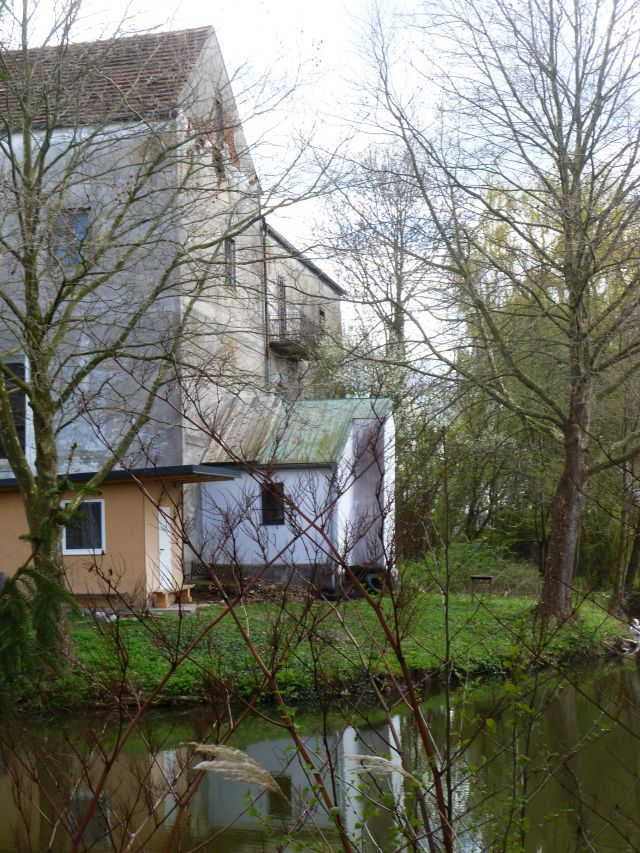
Rückseite
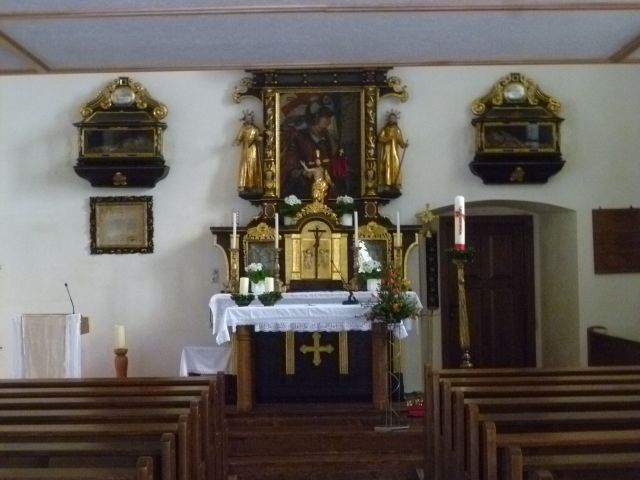
Kapelle
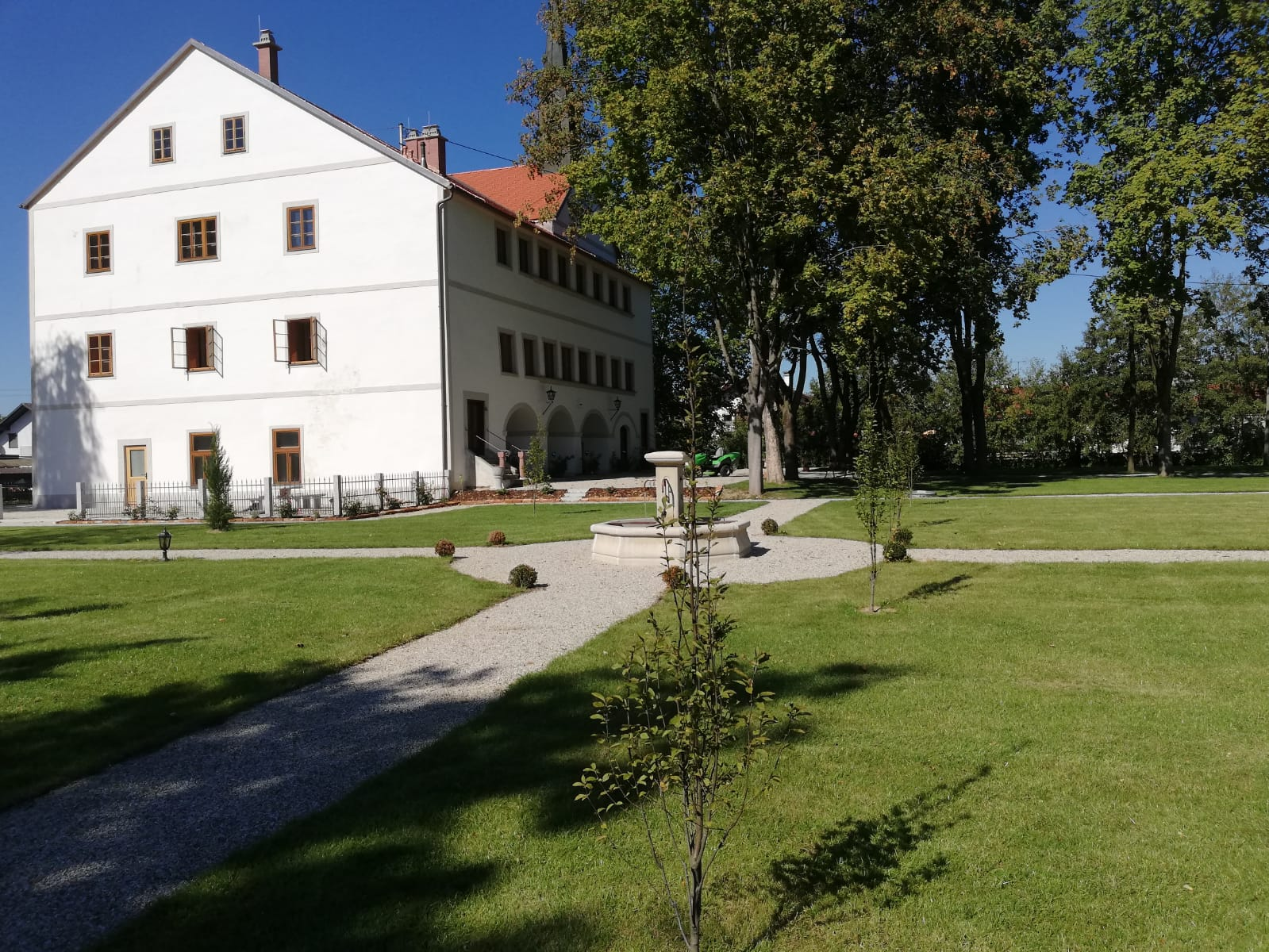
Schloss Wildenau 2018